# Phonophorese
Phonophorese (auch Sonophorese) bezeichnet:
- die per Schallwellen (oft Ultraschall) geförderte Applizierung von Wirkstoffen in der Medizin,
- die Lehre von der therapeutischen Anwendung von hörbaren Schallwellen (z. B. mittels verschieden gestimmter Stimmgabeln, die auf Akupunkturpunkte, Meridiane und Chakras gehalten werden), aber auch Infraschall innerhalb verschiedener alternativmedizinischer, komplementärmedizinischer und Wellnesskonzepte.

## Wissenschaftliche Phonophorese
Experimentell wird bei diesem im Englischen als phonophoresis oder sonophoresis bezeichneten Verfahren über die Anwendung von Ultraschall die Aufnahme eines Wirkstoffs über die Haut, der beispielsweise in Salbenform appliziert wird, verbessert. Das Verfahren ist vergleichbar zur Iontophorese, bei der anstelle Ultraschall mit Strom gearbeitet wird.